# Mourad Aliev
Mourad Aliev, född 31 juli 1995 i Moskva, är en fransk boxare.

## Karriär
I juni 2019 vid europeiska spelen i Minsk tog Aliev silver i supertungvikt efter att han förlorat finalen mot ukrainska Viktor Vychryst.
Aliev kvalificerade sig för OS i Tokyo 2021 efter att vunnit den europeiska kvalturneringen. Han tävlade i supertungvikt och inledde med att besegra tadzjikiska Siyovush Zukhurov i åttondelsfinalen. I kvartsfinalen mot brittiska Frazer Clarke blev han utslagen efter att ha blivit diskvalificerad.